# 16641 Esteban
16641 Esteban este un asteroid din centura principală de asteroizi.

## Descriere
16641 Esteban este un asteroid din centura principală de asteroizi. A fost descoperit pe 16 august 1993 la Observatorul Palomar de Carolyn S. Shoemaker și Eugene M. Shoemaker. Asteroidul prezintă o orbită caracterizată de o semiaxă mare de 2,32 ua, o excentricitate de 0,14 și o înclinație de 20,7° în raport cu ecliptica.